# Aventurile lui Tom Sawyer

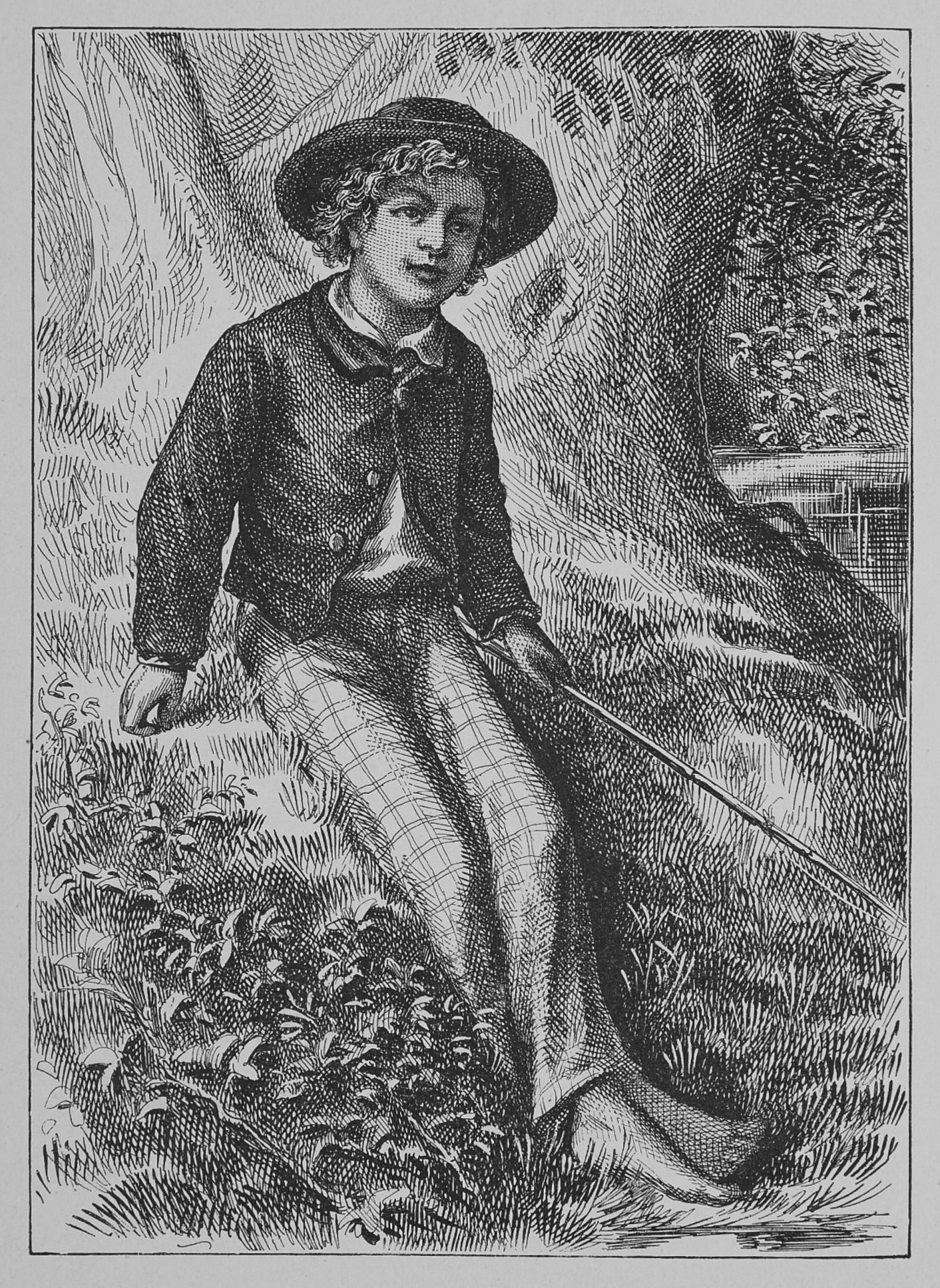
Aventurile lui Tom Sawyer

Aventurile lui Tom Sawyer (în engleză The Adventures Of Tom Sawyer) este un roman scris de Mark Twain și apărut în anul 1876. Este o lucrare considerată ca literatură pentru copii, dar este citit cu plăcere și de unii adulți. Din cauza jargonului folosit de autor, romanul după publicație inițial a fost pus în America  pe lista cărților interzise.

## Rezumat
Copilul sărac și orfan Tom Sawyer este crescut împreună cu fratele său vitreg Sid și verișoara Mary de mătușa Polly în satul american „St. Petersburg” de pe malul fluviului Mississippi, denumire fictivă a orașului natal al autorului Hannibal, Missouri. În roman apare și Huckleberry Finn, un prieten de-al lui Tom, sclavul negru Jim, precum și Joe Indianul, un răufăcător căutat de autorități.
Sid, un copil model, îl pârăște la fiecare ocazie pe fratele său neastâmpărat Tom. Acesta chiulește de la școală, ducându-se la scăldat, se bate cu alți copii și se împrietenește cu Huckleberry Finn, un vagabond al cărui tată este un bețiv. Tom în peripețiile sale este în căutare de comori. Cu această ocazie este martorul unei crime comise în cimitir. În cele din urmă Tom îl descoperă pe Joe Indianul într-o peșteră. Cu ajutorul lui răufăcătorul este prins de autorități, iar Tom este sărbătorit ca erou.
Autorul prezintă cu simpatie, înțelegere și umor, aventurile personajului său principal, o povestire care îl face pe cititor să-și reamintească de zilele fericite și fără griji ale copilăriei sale.

## Ecranizări
Acțiunea romanului a fost prezentată din 1917 de mai multe ori în filme cinematografice sau TV ca de exemplu:
- Tom Sawyer (1917/1918) cu Jack Pickford ca Tom.
- Tom Sawyer (1930) cu Jackie Coogan ca Tom.
- Tom Sawyer (1938) cu Tommy Kelly ca Tom, Ann Gillis ca Becky, și Jackie Moran ca Huck.
- Aventurile lui Tom Sawyer (1968)